# Рідигер Федір Васильович
Федір Васильович Рідигер (нар. грудень 1783 — пом. 11 червня 1856) — російський військовий діяч, граф, генерал-ад'ютант.
Бойову кар'єру розпочав у війну з Наполеоном 1806—1807 років; брав участь у війні зі Швецією у 1808—1809 роках, був поранений в бою біля кирки Корстула.
Під час російсько-французької війни 1812 року, перебуваючи в армії Вітгенштейна, командував Гродненським гусарським полком; з відзнакою брав участь у боях при Друї, Клястицях, Полоцьку і Чашниках. У 1813 році, перебуваючи в корпусі Клейста, бився при Люцені і Бауцені. У 1814 році був при взятті Парижа.
У 1828 році під час війни з Туреччиною перейшов через Дунай (біля Сатунова) на чолі російського авангарда і примусив Кюстенджі до капітуляції. У бою під Базарджиком розбив восьмитисячний турецький кінний загін. Восени 1828 року отримав посаду командувача 7-м піхотним корпусом і брав участь у всіх вважливих битвах кампанії 1829 року, по закінченні якої був призначений начальником військ у Молдавії.
Під час Польської війни 1831 року успішно діяв проти Дверницького на Волині (бій під Боремлем), проти Ромаріно і Ружицького в Люблінському воєводстві і на лівому березі Вісли.
Коли в 1846 році в Кракові сталися заворушення, був поставлений на чолі російської загону, що зайняв це місто разом з прусськими та австрійськими військами.
У 1847 році отримав титул графа.
Під час придушення Угорського повстання 1849 року, командуючи російським авангардом, невідступно переслідував угорського головнокомандувача Гергея і змусив його до капітуляції під Вілагошем.
У 1850 році призначений членом Державної ради, в 1855 році — головнокомандувачем гвардійським і гренадерського корпусами, пізніше — головою комісії для поліпшень по військовій частині.